# Список умерших в 868 году

## Февраль
- 4 февраля — Николай Студит, византийский религиозный деятель, христианский святой, монах, игумен Студийского монастыря (846—850 и 867—868)[1].

## Июль
- 1 июля — Али аль-Хади (39), десятый шиитский имам (835—868).

## Дата смерти неизвестна или требует уточнения
- Акфред, граф Буржа (867—868), светский аббат монастыря Сент-Илер-де-Пуатье (866—868).
- Бернар I, граф Оверни (846—868).
- Аль-Джахиз, арабский писатель, богослов, основоположник арабской литературной критики[2].
- Ратрамн, франкский монах и богослов[3].
- Юй Сюаньцзи, китайская поэтесса и известная куртизанка времён империи Тан.